# Tangsi Lama
Tangsi Lama is een bestuurslaag in het regentschap Aceh Tamiang van de provincie Atjeh, Indonesië. Tangsi Lama telt 1468 inwoners (volkstelling 2010).